# Jafor
Jafor (Jaffor, parfois Djafor) est considéré comme un quartier de Berabe plus qu’un village à part entière. Il est situé au Cameroun, dans la commune d'Ako. Il est rattaché au département du Donga-Mantung, dans la région du Nord-Ouest.

## Géographie
Jafor est situé au centre de la commune d’Ako, au sud du village d’Ako et au nord de Mpenchere. 

## Population
En 1970, Le Dictionnaire actualisé des villages du Donga-Mantung considérait 11 quartiers à Berabe dont Jafor I, 139 habitants, et Jaffor II, 51 habitants.  
Le Bureau central des recensements et des études de population (BCREP) a réalisé un recensement en 2005, le Répertoire actualisé des villages du Cameroun ; le recensement évaluait à 983 le nombre d'habitants ; ce chiffre inclus 458 hommes et 525 femmes.

## Économie
Les villageois pratiquent plusieurs métiers dans les domaines de la pêche, l’exploitation forestière, l’artisanat, l’exploitation minière, l’agriculture, l’élevage bovin, l’apiculture, le commerce et la chasse. Les femmes sont présentes dans certains domaines notamment : l’artisanat, l’agriculture, l’élevage bovin, l’apiculture et le commerce.

## Système éducatif
Jafor comprend une école primaire, la GS Jaffor.   

## Accès à l’eau
Jafor n'a pas de point d’eau potable.   

## Accès à l’électricité
Jafor n'a pas accès à l’électricité.

## Réseau routier
Jafor est situé sur la route départementale qui relie Abongshie à la commune de Nkambe.   

## Développement du village
Le plan de développement du quartier de Jaffor est inclus dans le développement de Berabe. Celui-ci inclut la construction de nouvelles classes pour la G.S Jaffor. Comme tous les quartiers de Berabe, Jafor sera relié en eau et des poubelles seront installées.  